# Фотеев, Аркадий Михайлович
Арка́дий Миха́йлович Фоте́ев (14 (27) декабря 1901 — 1990) — советский парашютист, полковник.
Заслуженный мастер спорта СССР (1948), мастер парашютного спорта СССР (1934 — один из первых 14 удостоенных звания). Пионер морского парашютизма в СССР.

## Биография
В РККА ушёл добровольцем в 1919 году — уехал на фронт вместе с отцом, приезжавшим на кратковременную побывку. По окончании Гражданской войны служил в Ленинграде на Балтийском флоте: на яхте «Зарница», посыльном судне «Кречет». Закончив Военно-морское училище имени М. В. Фрунзе, занимался политико-просветительской работой. В 1927 году вступил в ВКП(б).

### Парашютизм
Получив назначение в авиацию, при первой возможности в конце 1929 года начал учиться на парашютиста; его учителем (как и у многих других советских парашютистов 1930-х годов) был Леонид Минов. Первый прыжок совершил летом 1931 года.
Занимался как подготовкой молодых парашютистов, так и экспериментальными прыжками — всего он совершил чуть больше 500 прыжков. Он испытывал новые парашюты; в 1930-е принимал участие в программе изучения влияния прыжка на психофизическое состояние парашютиста. В 1936 году вышла его книга «Заметки парашютиста. О технике прыжка» с предисловием Л. Минова.
В те же годы начал сам заниматься усовершенствованием парашютов; над этим он работал совместно с конструкторами до конца жизни. После увольнения в запас он работал в конструкторской группе научно-технического комитета Всесоюзной парашютной федерации.

### Работа в НКВД — КГБ СССР
В 1936 году был переведён в органы НКВД с присвоением специального звания лейтенант государственной безопасности.
С началом Великой Отечественной войны возглавил парашютно-десантную службу спецназа ОМСБОНа; готовил парашютистов и руководил их выброской в тыл врага. Позднее был заместителем начальника службы диверсий и разведки МГБ СССР. Уволен после ареста П. А. Судоплатова в 1953 году.
Умер в 1990 году в Москве, захоронен в колумбарии Нового Донского кладбища

## Награды
- 2 ордена Ленина (11.07.1936[8], 21.02.1945[5])
- 2 ордена Красного Знамени (3.11.1944[5], 19..)
- орден Красной Звезды (5.11.1944)[5]
- орден «Знак Почёта» (20.09.1943)[9]
- медали, в том числе медаль «Партизану Отечественной войны» 1-й степени